# 静脈 (漫画原作者)
静脈（じょうみゃく）は、日本の漫画原作者。2022年から「少年ジャンプ+」（集英社）にて、依田瑞稀の漫画による『マリッジトキシン』を連載している。

## 来歴
趣味で漫画を執筆していた。就職後に「ゲンロン ひらめき☆マンガ教室」の2期と3期を受講し、5期の聴講コースに参加。同教室で漫画原作者という仕事を知る。「絶対マンガ家になりたい」と考えていなかったが、プロの漫画家の講師から「ネーム原作」という仕事を聞き、絵に自信がないと自覚していた静脈は、それを目指そうと考える。
「ジャンプルーキー!」（集英社）に『マリッジトキシン』のプロトタイプとなるネームを投稿。それを見た編集者が担当につき、読み切りのネームを制作。2021年に「少年ジャンプ+」（同）にて、その読み切り漫画の「ハイパーハードスペシャルミッション」を掲載し、デビューを果たす。「ゲンロン ひらめき☆マンガ教室」にて提出した企画が、講師だったさやわかと大井昌和に評価されたことがきっかけとなり、2022年4月より「少年ジャンプ＋」にて『マリッジトキシン』の連載をスタートし、同作の原作が連載デビュー作となる。

## 人物

### 漫画制作
静脈は「とにかく読者の記憶に残るようなインパクトのあるシーンを作る」と考えており、「1話の中に、必ず1つ以上は見せ場を作ることを意識」している。読者が離れないよう、ページ単位でも細かい見せ場を入れるよう心がけている。

## 作品リスト

### 連載
- マリッジトキシン（漫画：依田瑞稀、『少年ジャンプ+』2022年4月20日[2] - ） - 原作担当[2]、連載デビュー作[6]。

### 読み切り
- 霊掃業の洗井くん（漫画：肥田野健太郎、『少年ジャンプ+』2021年3月1日[7]） - 原作担当[7]。
- ハイパーハードスペシャルミッション（漫画：依田瑞稀、『少年ジャンプ+』2022年2月13日[5]） - 原作担当[5]、デビュー作[1]。

### 書籍
- 『マリッジトキシン』、漫画：依田瑞稀、集英社〈ジャンプ コミックス〉2022年 - 、既刊14巻（2025年8月4日現在）